# Ficus carica
Pour les articles homonymes, voir Figuier (homonymie).
Espèce
Classification phylogénétique
Statut de conservation UICN

 LC  : Préoccupation mineure
Ficus carica L. aux noms vernaculaires Figuier, Figuier comestible ou Figuier commun, est un arbre fruitier de la famille des Moracées qui donne des fruits comestibles appelés figues. On l'appelle plus rarement Figuier de Carie en référence à la cité antique en Asie mineure ou « Arbre à cariques ».
Le Figuier comestible fait partie des plantes importantes du bassin méditerranéen, où il est cultivé depuis des millénaires. C'est le seul représentant européen du genre Ficus qui regroupe près de six cents espèces, la plupart tropicales.
Il peut vivre jusqu'à 300 ans et atteint sa pleine production vers 7 ans.
Le figuier mâle, parfois appelé « Figuier sauvage », qui ne donne pas de fruits comestibles, est aussi appelé « Caprifiguier » (caprificus, c'est-à-dire « Figuier de bouc »).

## Répartition

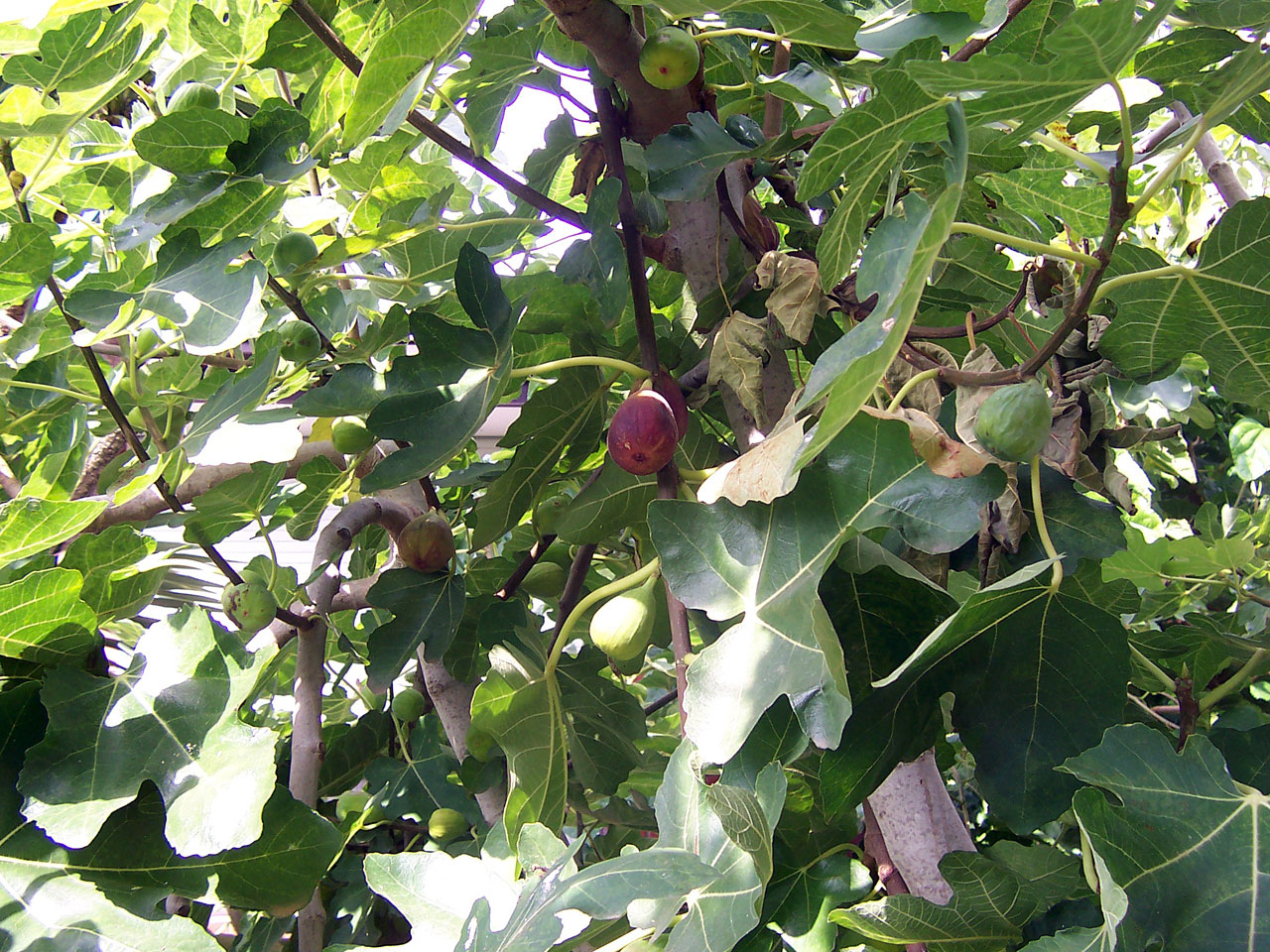
Figuier.

Cette espèce semble originaire d'une vaste zone de climat tempéré chaud, englobant le pourtour du bassin méditerranéen jusqu'à l'Asie centrale (Azerbaïdjan, Afghanistan, Iran, Pakistan). Sa culture s'est propagée dans toutes les régions tropicales et subtropicales du monde et il s'est plus ou moins naturalisé en Europe et en Amérique du Nord. L'espèce est évaluée comme non préoccupante aux échelons mondial, européen et français.

## Description

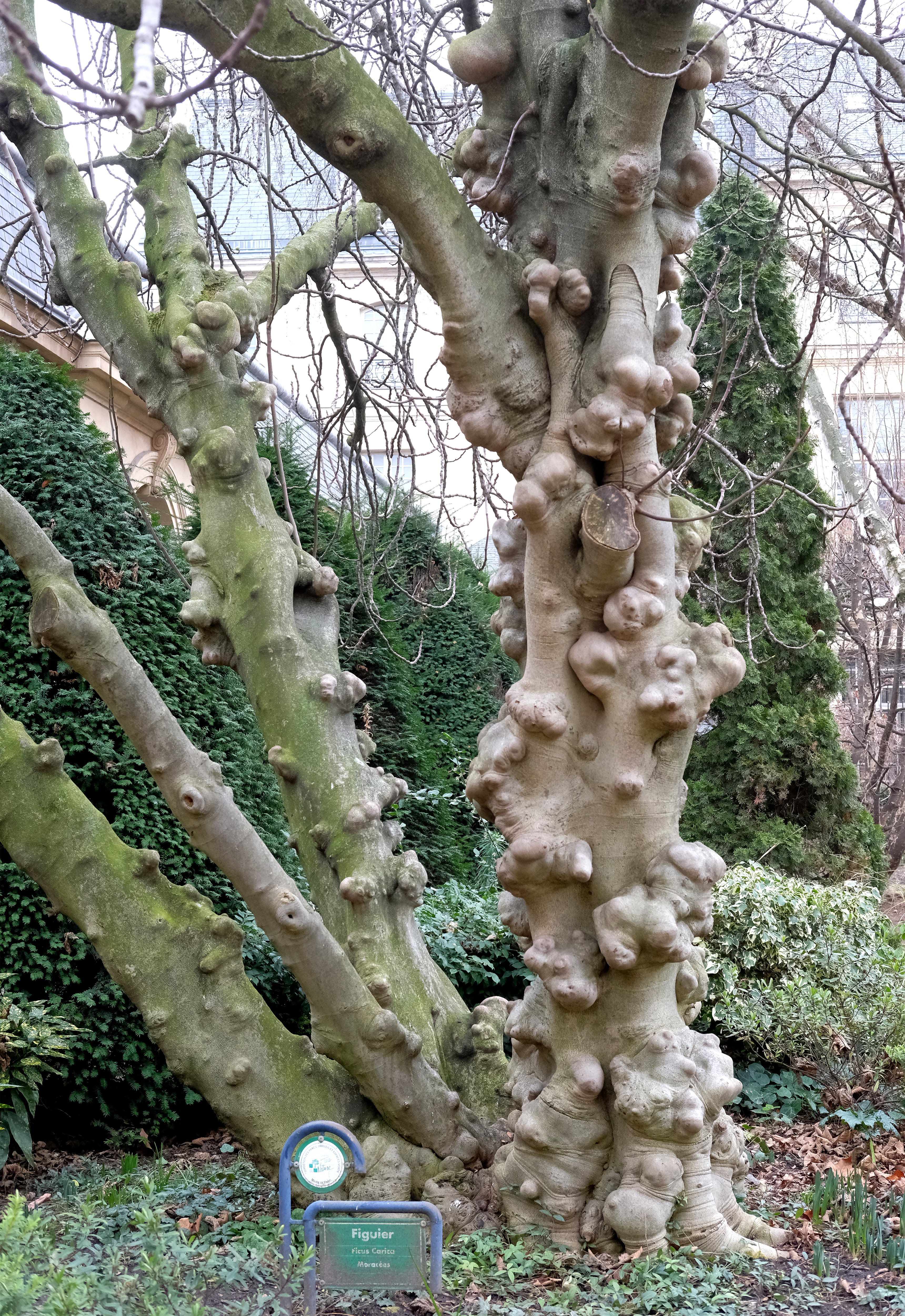
Tronc de Ficus carica (square Georges-Cain, Paris 3e).

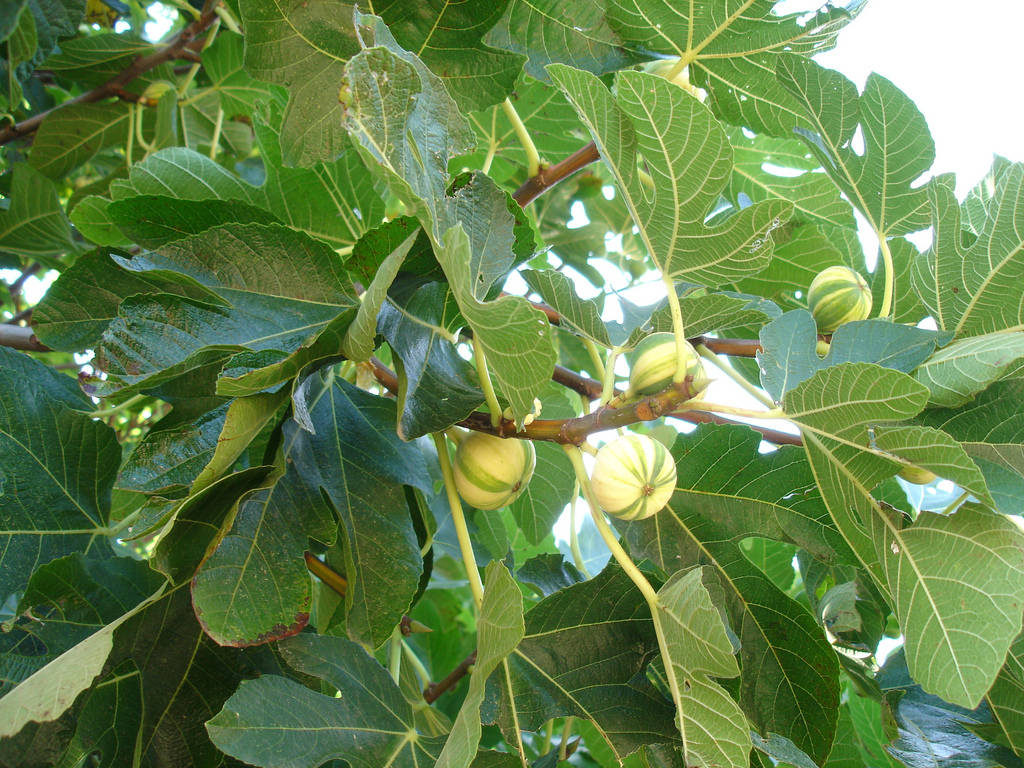
Figuier bicolore.

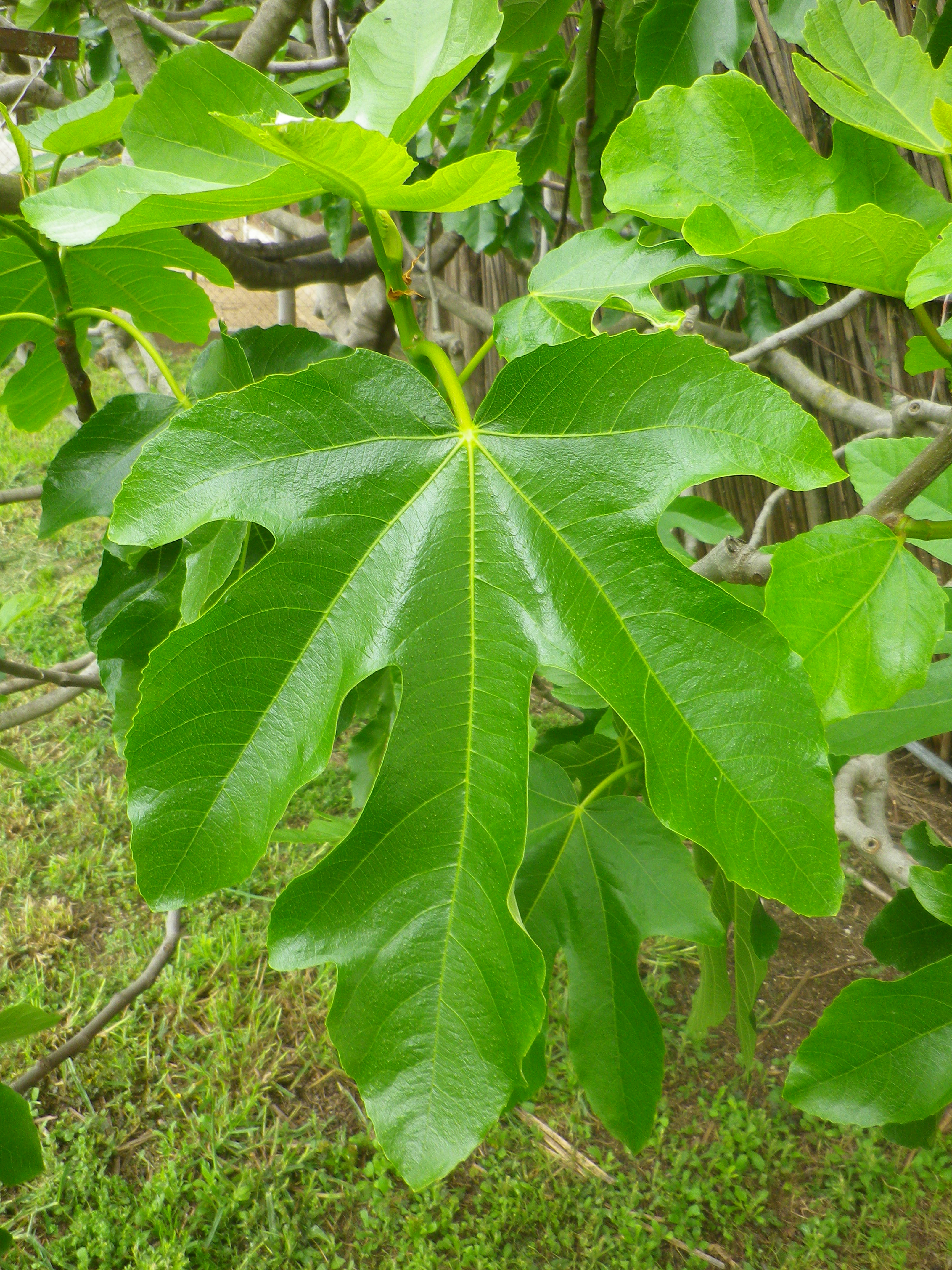
Feuille de Figuier.

Le figuier est un petit arbre, le plus souvent de trois à quatre mètres de haut — en conditions favorables (zone peu gélive, sol frais et fertile), certaines variétés peuvent cependant atteindre dix mètres de hauteur pour dix mètres de périmètre — au tronc souvent tortueux, au port souvent buissonnant. Toutes les parties de la plante (rameaux, feuilles, fruits) contiennent un latex blanc et irritant.
Les feuilles sont caduques, rugueuses, finement velues, assez grandes (jusqu'à 35 cm de long). Elles sont munies d'un long pétiole et d'un limbe palmatilobé, profondément divisé en trois à sept lobes crénelés (le plus souvent cinq) de forme variable, séparés par des sinus arrondis.
Les fleurs du figuier ont de nombreuses formes (voir reproduction).
Les fruits sont composés, avec un réceptacle charnu contenant des petits fruits qui ressemblent à des graines.
À maturité, les fruits, ou figues, sont selon les variétés de couleur verdâtre, jaune, marron-rouge ou violet plus ou moins foncé, parfois bicolores ou striés.

### Phénologie
Pour la production, seules les variétés femelles et surtout parthénocarpiques sont cultivées, elles peuvent être bifères ou unifères plus rarement trifères :
- les unifères fructifient une seule fois en fin d'été. Les figues apparaissent sur le bois de l'année à l'aisselle des feuilles. Seules mûrissent les premières qui se trouvent en partie basse du rameau à maturité. Les figues apparues plus tardivement, se trouvant donc en partie haute des rameaux de l'année, avortent lorsque les températures baissent ;
- les bifères donnent deux récoltes par an, une au printemps ou au début de l'été, l'autre en fin d'été ou à l'automne selon la variété et le climat. Les figues apparues tardivement en position apicale sur les rameaux de l'année précédente ne chutent pas et passent l'hiver à l'état de petits bourgeons pour reprendre leur développement dès que la température devient favorable. Puis sur le bois de l'année, les figues se développent normalement ;
- les trifères dites aussi cimaruoli. Les figues apparues en partie haute des rameaux de l'année continuent à se développer normalement en fin d'été pour arriver à maturité très tardivement et parfois seulement au printemps suivant. Cela n'est possible que sous un climat très chaud comme celui du sud de l'Italie ou de l'Espagne.

Les variétés bifères sont à réserver aux zones les plus chaudes (pas de températures inférieures à −12 °C en hiver et pas trop de gelées tardives au printemps). En effet, la culture de variétés bifères dans des zones trop septentrionales verrait la première production brûlée par les gels de printemps et la seconde n'aurait pas le temps d'arriver à maturité avant les premiers gels d'automne. La maturité des variétés unifères telles que Ronde De Bordeaux ou Pastilière est souvent plus précoce que celle de la deuxième vague des bifères et ces variétés arrivent à produire sans problème pendant la plus courte période hors gel des zones nordiques.

### Reproduction
Comme tous les angiospermes, les fleurs de figuiers permettent la pollinisation ; le fruit (figue), qui est en fait une infrutescence, assure la dispersion des graines.
La reproduction des figuiers a pour particularité de dépendre (sauf pour les variétés parthénocarpiques, dites autofertiles) d'une symbiose avec un insecte. Cet insecte (Blastophaga psenes, une micro-guêpe) assure la pollinisation des fleurs femelles. En retour, le figuier abrite et nourrit l'insecte, dont le cycle se déroule quasi entièrement dans la plante.
Les fleurs sont regroupées en une inflorescence d'un type particulier appelée sycone ou figue. Ces inflorescences consistent en un réceptacle floral, charnu à maturité, refermé sur lui-même (conceptacle), à l'exception d'une minuscule ouverture (ostiole) à l'opposé du point d'insertion du pédoncule, d'une forme générale de petite poire, et qui contient plusieurs centaines de fleurs atrophiées.
Le figuier est considéré comme une espèce dioïque bien que les deux types de figuiers soient morphologiquement hermaphrodites. La dioécie est seulement fonctionnelle. Dans le bassin méditerranéen, la quasi-totalité des sycones de caprifiguiers sont parasités par le blastophage, et ne donnent donc pas de figues comestibles. On peut donc dire que le caprifiguier est biologiquement bisexué, mais fonctionnellement mâle dans son aire de répartition traditionnelle.
Les figuiers peuvent donc produire quatre types de fleurs variant selon leur sexe et le sexe de l'arbre qui les porte notamment au niveau du type de leur style (hétérostylie) :
- les figuiers dit mâles ou (caprifiguiers) portent :
  - des fleurs mâles présentant deux à cinq étamines autour d'un ovaire avorté, entourées de sépales ;
  - des fleurs femelles à style court (0,5 mm, brévistyles) sur un ovaire à un ovule, entouré de sépales. Le court style permet au blastophage de pondre. Les larves se développent en consommant les tissus de l'ovaire et l'insecte assure ainsi sa descendance mais cela empêche toute production de graine, la figue ne mûrira donc pas.

Ce type de figuier ne produit donc que des figues-pouponnières qui ne sont jamais comestibles.
- les figuiers dit femelles ou souvent cultivés ou domestiques portent :
  - des fleurs mâles stériles à étamines non développées ;
  - des fleurs femelles à style long (1,5 mm, longistyles) sur un ovaire à un ovule, entouré de sépales. Le long style ne permet pas au blastophage de pondre dans l'ovaire mais il peut polliniser la fleur pour la féconder, ce qui induit la maturation des figues comestibles qui contiennent donc des graines viables.

Le figuier « femelle » est protogyne et produit essentiellement des fleurs femelles longistyles. Suivant les saisons et les cultivars, ces fleurs nécessitent une fécondation (dite caprification) pour fructifier, ou bien se développent en fruit par parthénocarpie même en l'absence du blastophage. En France, la majorité des figuiers cultivés est parthénocarpique et ne nécessite donc pas la présence de blastophages pour produire des fruits. Les graines présentes dans ces figues parthénocarpiques ne contiennent pas d'embryons.
Les quatre types de fleurs du figuier donnent différents types de fruits (mamme, profichi, mammoni, fioroni, fichi) produits en trois générations distinctes voire plus si les conditions climatiques sont très favorables.
- Les figuiers « mâles » donnent les types de figues suivants[10] :
  - les profichi (profico au singulier), ou figues retardées, apparaissent en hiver à l'état de bourgeon à l'extrémité des rameaux mais ne sont réceptives qu'au début du printemps suivant et mûrissent donc à la fin du printemps ou en été ; sur les caprifiguiers, elles ont des fleurs femelles brévistyles et des fleurs mâles qui contiennent des galles et fournissent le pollen (elles correspondent à la première récolte des variétés « femelles » bifères) ;
  - les mammoni (mammone au singulier, figues non retardées) apparaissent pendant l'été sur les rameaux de l'année (donc au-dessus des profichi qui sont alors sur les rameaux de l'année précédente), et mûrissent (exceptionnellement) à l'automne (elles correspondent à la production des variétés « femelles » unifères) ;
  - les mamme (mamma au singulier), ou figues non retardées, se développent à l'automne à la base des rameaux des arbres mâles et mûrissent au printemps ; elles n'ont que des fleurs brévistyles et ne sont donc pas comestibles mais elles permettent le passage de l'hiver au blastophage (elles correspondent à la troisième vague des variétés « femelles » trifères).
- Les figuiers « femelles » peuvent donner les types de figues suivants en deux saisons :
  - les figues-fleurs (en italien, fioroni ou fiori di fico ou breba) : figues retardées qui se forment en hiver et mûrissent vers le mois de juin ; elles ne sont jamais fécondées, faute de pollen en temps voulu ; elles ne peuvent donc mûrir que par parthénocarpie (c'est la première récolte des variétés bifères) ;
  - les « figues vraies » (en italien, fichi veri ou forniti) se forment à la fin du printemps et mûrissent en août-septembre. Elles sont aussi appelées figues-fruits ou figues d'automne (c'est la deuxième récolte des variétés bifères ou la production unique des unifères) ;
  - les cimaruoli apparaissent en fin d'été ou en automne en partie haute des rameaux de l'année et continuent à se développer normalement en fin d'été pour arriver à maturité très tardivement et parfois seulement au printemps suivant (c'est la troisième récolte des variétés trifères).

Ces trois générations de figues se réduisent aux deux premières dans les régions les moins chaudes, comme en France.

### Pollinisation

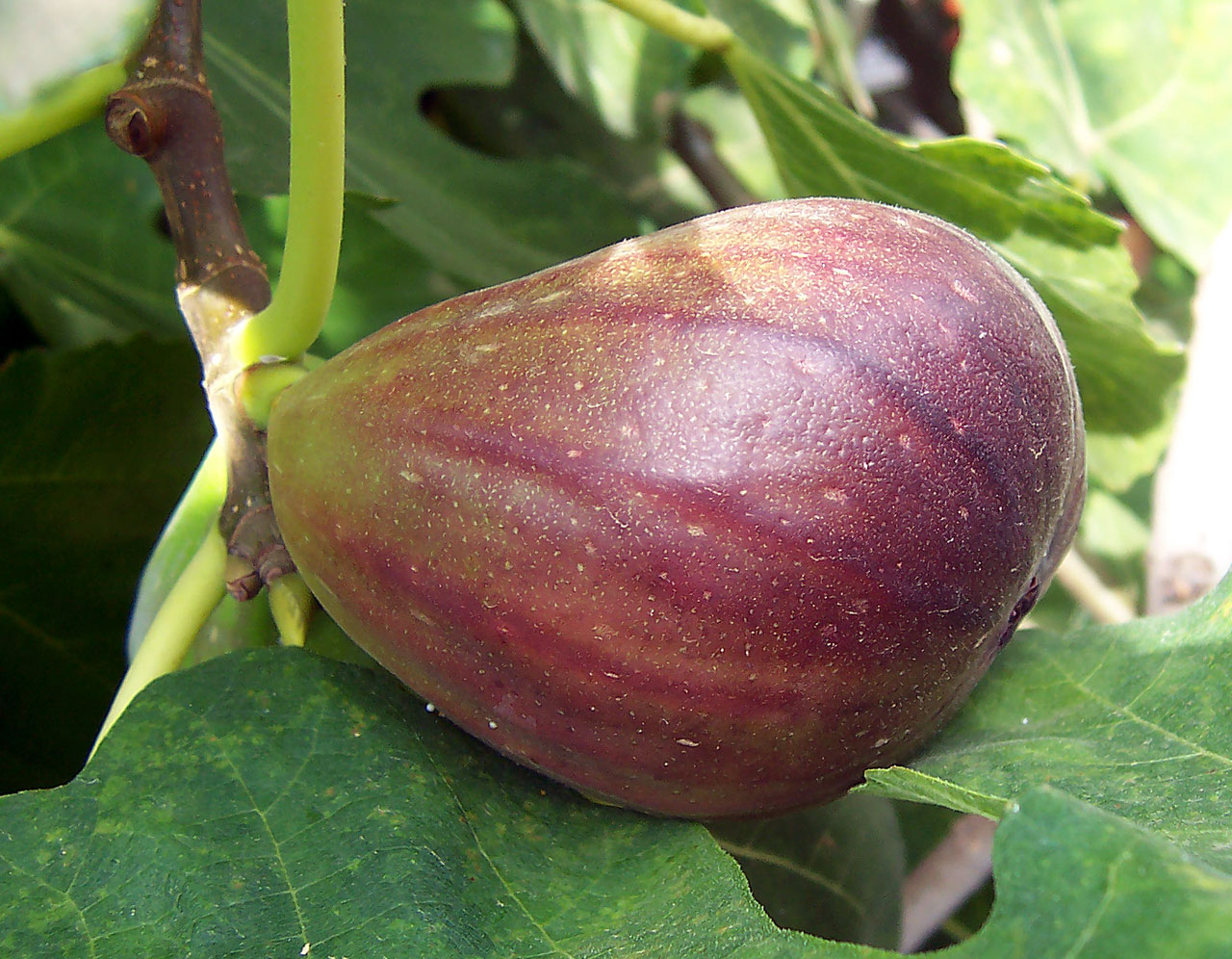
Figue.

Les figuiers femelles sont de trois types :
- le type dit Smyrne qui est unifère (récolte d'été seulement) et ne produit des figues que s'il est pollinisé par le blastophage. Sans pollinisation, les figues tombent avant maturité. Exemple : la variété Sarilop ;
- le type dit San Pedro qui est bifère. La figue fleur n'a pas besoin d'être pollinisée pour mûrir mais les figues d'automne avortent en cas d'absence de blastophage. Exemples : King, Lampeira ;
- le type commun qui est unifère ou bifère produit sans pollinisation (parthénocarpie). Ce sont pratiquement toutes les variétés françaises. Dans ce cas, les graines contenues dans les figues sont stériles et ne pourront donc jamais germer et assurer la reproduction de l'arbre.

L'hiver, les ovaires, transformés en galles, des fleurs femelles des figues-mammes (des plants mâles) contiennent les larves du blastophage.
Au printemps, après métamorphose, les blastophages mâles s’extraient des fleurs et vont féconder par un trou les blastophages femelles encore enfermés dans les ovaires, puis les aident à sortir. Ensuite, les blastophages femelles sortent de la figue et vont pénétrer dans les figues-profichis, figues-pouponnières des plants mâles. Elles vont y pondre des œufs. Ces figues ont passé l'hiver sous forme de bourgeon, et ne sont devenues matures qu'au printemps. Le mécanisme de la fécondation du figuier a été établi au XVIIIe siècle par la découverte du fait que la fécondation n'était possible que par une petite guêpe (un hyménoptère) appelée blastophage ou guêpe du figuier (Blastophaga grossorum ou psenes) qui elle-même ne peut survivre qu'avec l'aide de la fructification de cet hôte.
La guêpe femelle fécondée pénètre dans la figue par le scion, qui présente un minuscule trou dans la couronne (l'ostiole). Elle rampe sur l'inflorescence à l'intérieur de la figue et pollinise certaines des fleurs femelles. Elle pond ses œufs à l'intérieur de certaines des fleurs et meurt. Après des semaines de développement dans leurs galles, les guêpes mâles sortent avant les guêpes femelles par des trous qu'elles produisent en mâchant les galles. Les guêpes mâles fécondent alors les guêpes femelles en déposant leur sperme dans le trou de la galle. Les guêpes mâles retournent ensuite vers les guêpes femelles restantes et agrandissent les trous pour permettre aux guêpes femelles d'émerger. Ensuite, certains mâles agrandissent les trous dans le scion, ce qui permet aux guêpes femelles de se disperser après avoir recueilli le pollen des fleurs mâles développées. Les guêpes femelles ont maintenant peu de temps (< 48 heures) pour trouver un autre figuier avec des scions réceptifs pour répandre le pollen, aider l'arbre à se reproduire, et pondre leurs propres œufs pour commencer un nouveau cycle.
À la fin de l'été, les nymphes de blastophages des figues-profichis éclosent et les insectes sortent à nouveau des figues. Elles emportent au passage du pollen des fleurs mâles des plants « mâles ». Elles vont alors pondre dans les fleurs des figues des pieds « femelles » et « mâles ».
Les figuiers plantés dans des régions sans ces blastophages restent donc stériles, mais donnent des figues parfaitement comestibles. De nombreuses variétés de figuiers sont stériles et sont reproduites par bouturage, même en présence de ces guêpes.

## Phototoxicité
Le latex des feuilles et des tiges du figuier contient des furocoumarines (psoralène et bergaptène), qui sont des substances photosensibilisantes. Le contact de la peau avec cette sève suivi d'une exposition à la lumière du soleil (ultraviolets) peut provoquer des photodermatites : des inflammations et brûlures de la peau, parfois sérieuses,,,.
Ainsi par exemple, en 2019, sept enfants d'une classe verte en Charente-Maritime ont été reçus aux urgences après avoir joué avec des feuilles de figuier. Leurs avant-bras étaient rougis, enflés et recouverts de cloques, constituant des brûlures au second degré.
Si la plante n'est pas en elle-même un poison, Ficus carica est listé dans la base de données de la FDA relative aux plantes poisons.
De nombreuses plantes courantes en Europe, cultivées et sauvages, y compris des fruits et légumes, contiennent des furocoumarines.

## Horticulture

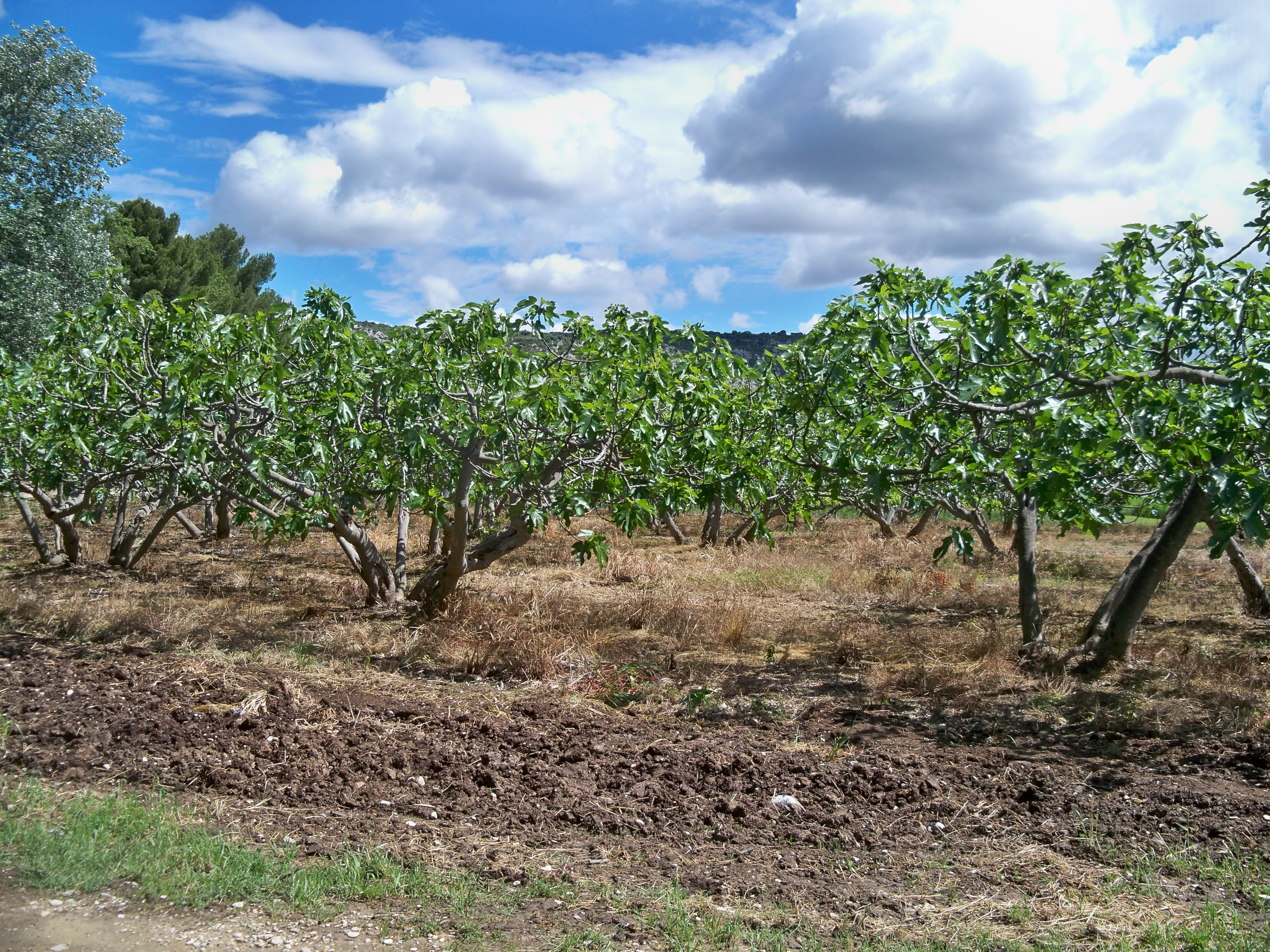
Verger de figuiers dans le Vaucluse.

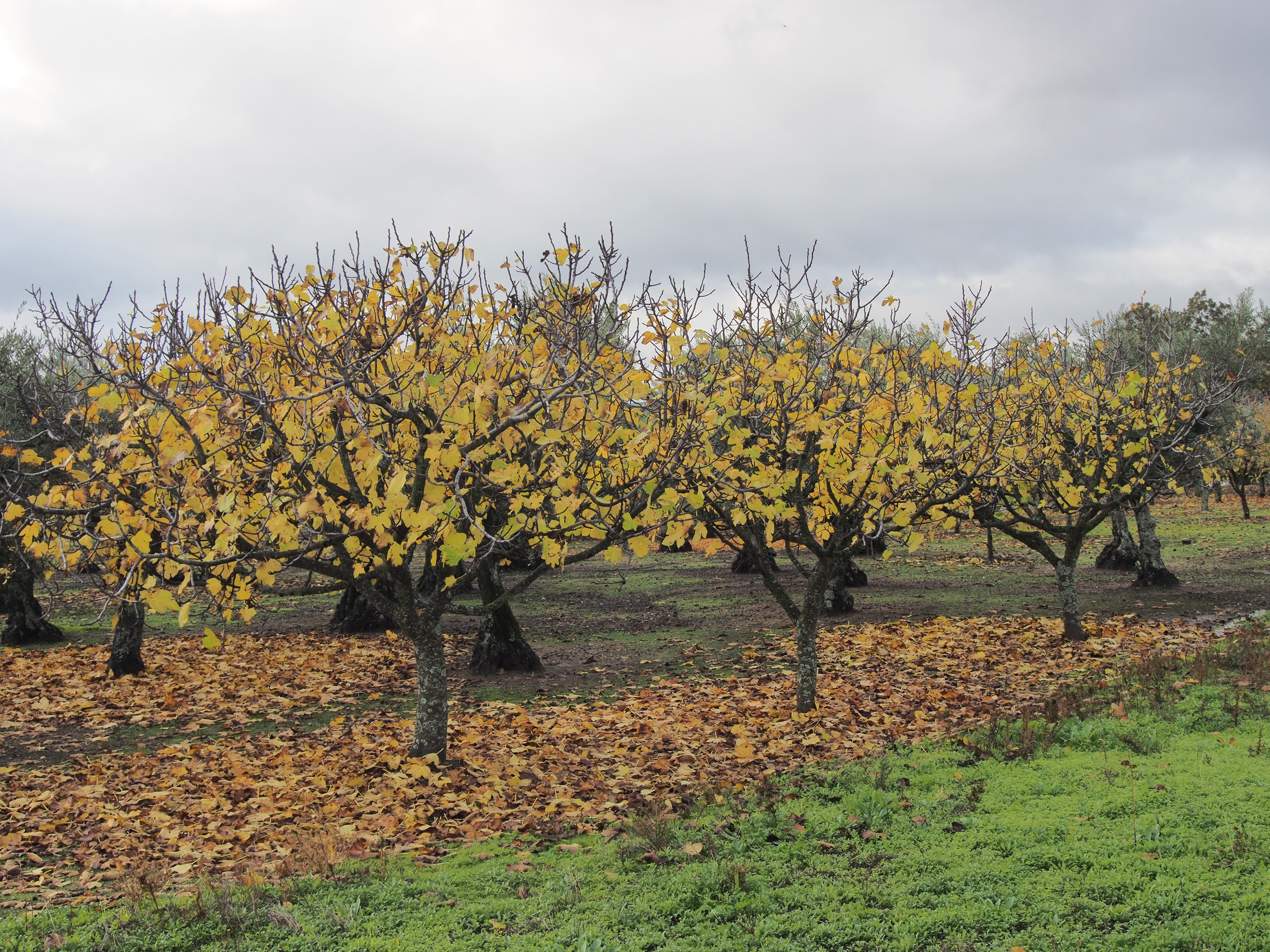
Verger à l'automne, en Espagne.

Peu exigeant, le figuier est robuste et peut produire très longtemps. Arbre méditerranéen, il résiste bien à la chaleur. Le figuier peut être cultivé sur une large gamme de sols, sable aride et pauvre, riche limon, argile lourde ou calcaire, pourvu qu'il y ait suffisamment de profondeur, de drainage et de nourriture. Le sol sablonneux demi-sec contenant une bonne dose de chaux est idéal lorsque la récolte est destinée au séchage. Les sols très acides ne sont pas adaptés. Le pH doit être compris entre 6,0 et 6,5. L'arbre est assez tolérant à une salinité modérée.
Un figuier adulte peut donner 100 kg de figues fraîches soit 30 kg de figues sèches.
Les racines du figuier étant souvent peu profondes, il faut éviter de travailler le sol au pied de l'arbre et procéder à un paillage en été pour conserver l'humidité du sol. Le paillage permet également de réduire la sensibilité aux nématodes.
Pour une bonne fertilisation, prévoir un seul apport d'engrais en NPK 8-8-8 au printemps dès le débourrement. Ne plus apporter d'engrais par la suite car cela réduirait la fructification et ne laisserait pas le temps aux nouveaux rameaux de s'aoûter avant l'hiver, ce qui les fragiliserait.

### Taille

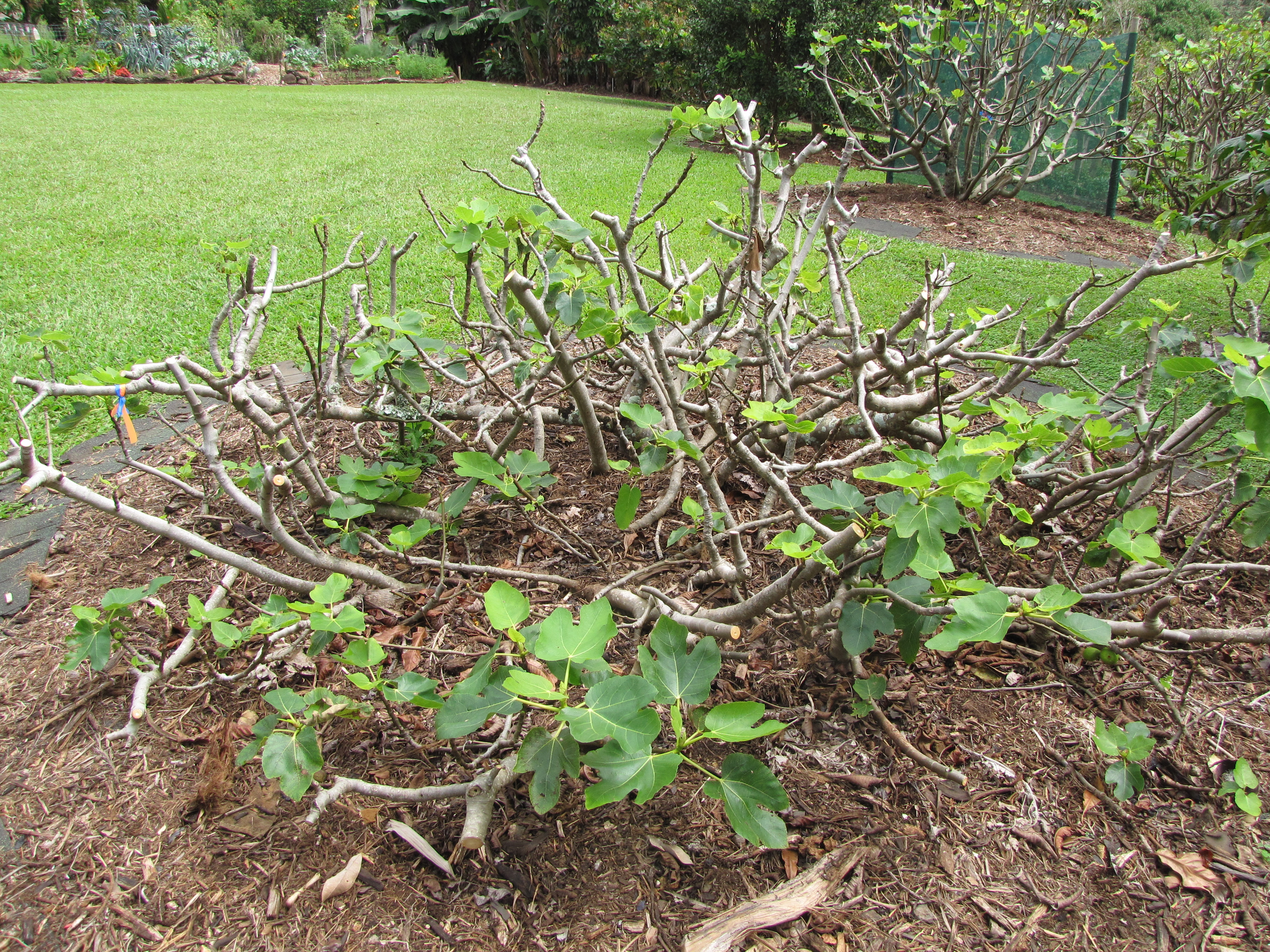
Figuier récemment taillé, à Hawaii.

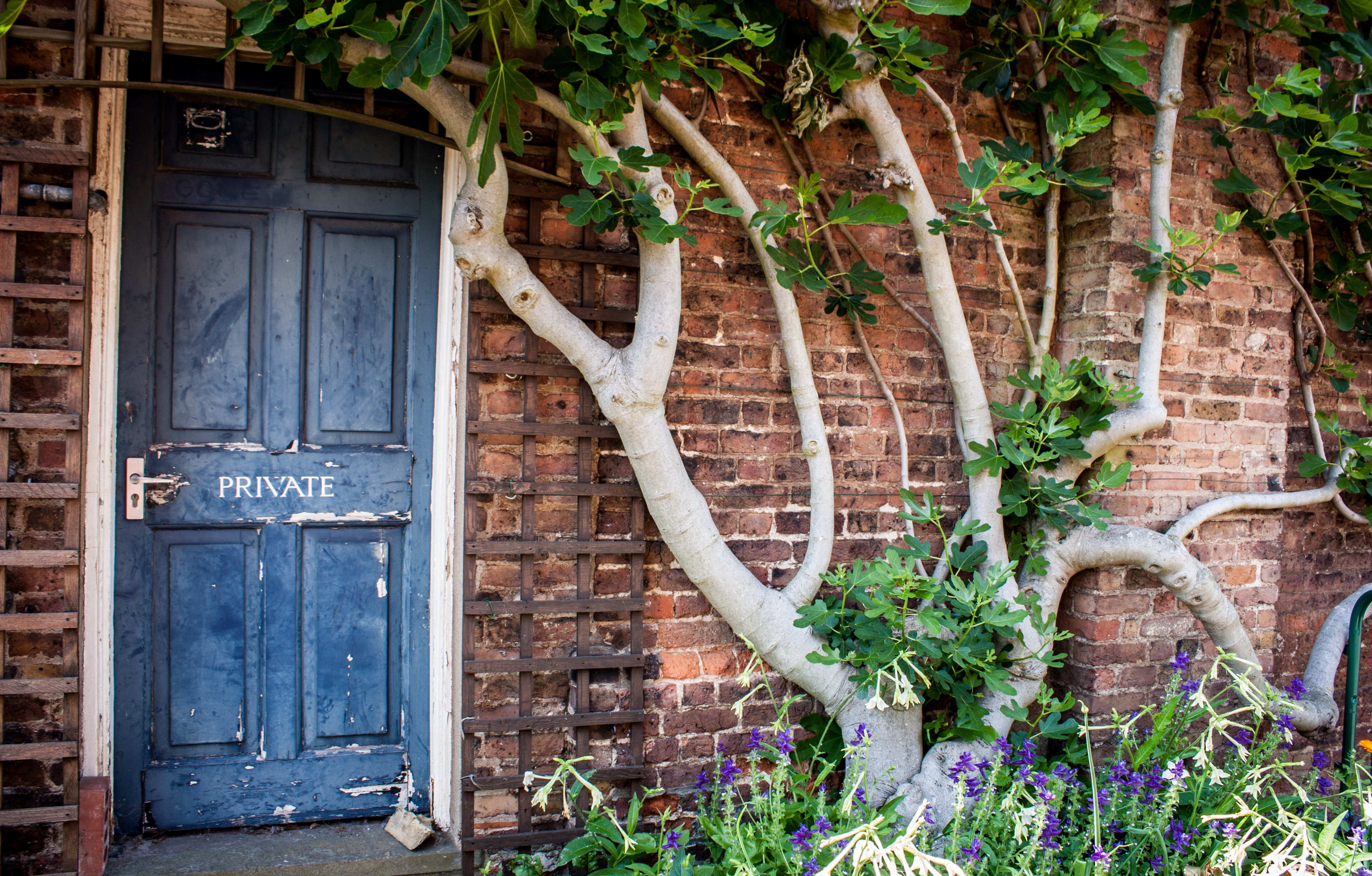
Figuier conduit le long d'un mur.

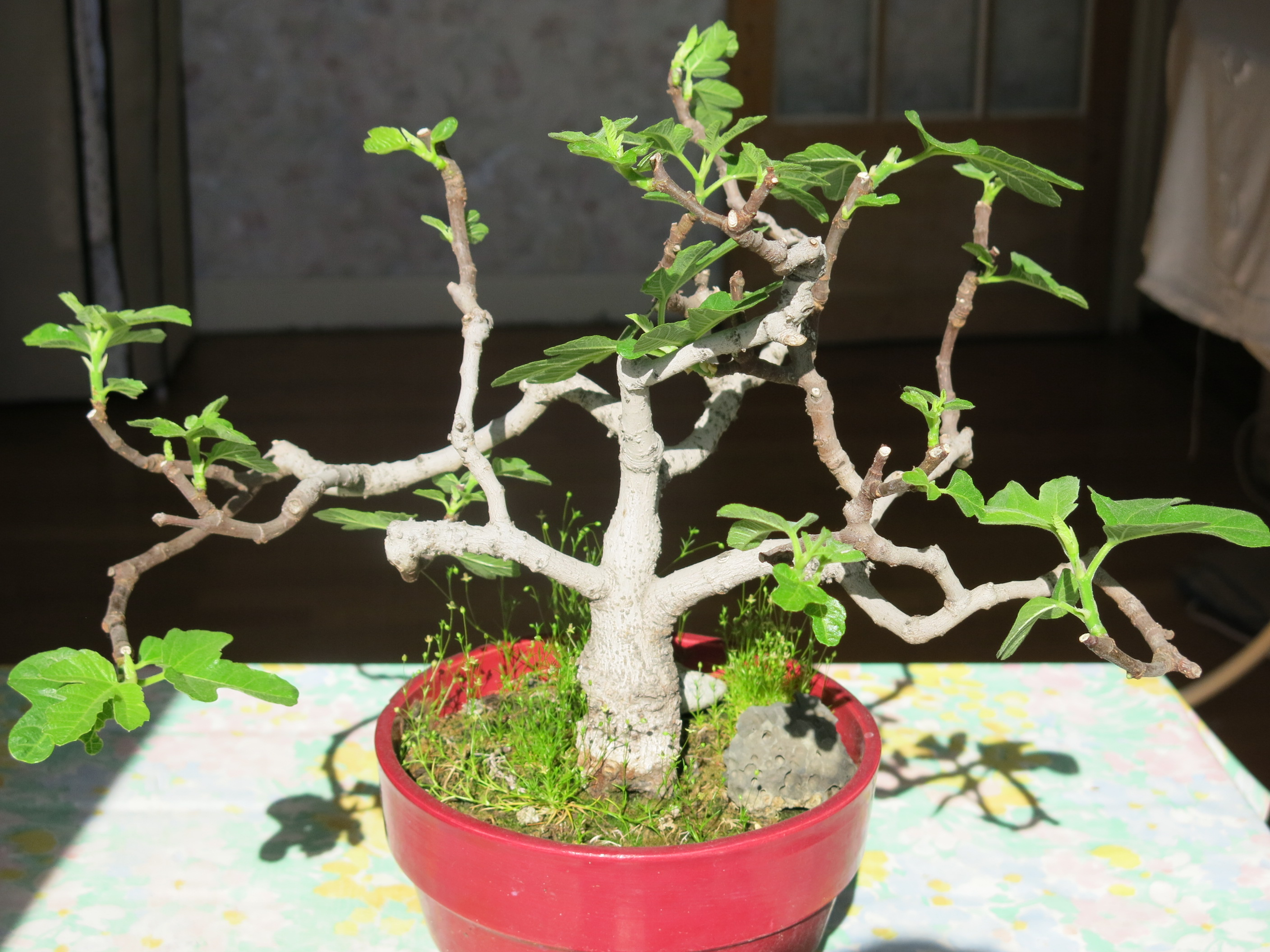
Figuier taillé en bonsaï.

Au Moyen Âge, Ibn al-Awam donne une synthèse des connaissances sur la taille du figuier. La taille du figuier est décrite en détail pour la première fois (1692, Instruction pour les Jardins) par La Quintinie qui donne une description exhaustive de la taille du figuier dont les objectifs sont de maintenir les fruits accessibles, de forcer l'obtention de figue-fleurs et d'avoir des figues hâtives et sucrées sur le bois de l'année.
Il faut noter que le Dictionnaire universel d'agriculture et de jardinage (1751) de François-Alexandre Aubert de La Chesnaye-Desbois écrit « le figuier est de tous les arbres celui à qui la taille fait plus de tort, et il ne faut jamais y rien couper que l'on n'y soit obligé » à la suite d'une interprétation caricaturale des écrits de Richard Bradley (1718), lequel critique la conduite des figuiers en espalier et mentionne un figuier non entretenu et productif. Ce texte sera à l'origine d'une idée tenace propre aux ouvrages français, selon laquelle « le figuier ne se taille pas » dont la première formulation est en 1774 dans le Traité de la culture du figuier de la Brousse : « La façon d'élever les jeunes plants de Figuiers est peu coûteuse. II faut les voir croître sans y toucher, c'est-à-dire, sans les élaguer : la moindre taille leur serait préjudiciable. »
Bien entendu, la taille du figuier est nécessaire quelle que soit la conduite de végétation adoptée. En effet le figuier laissé à lui-même devient un énorme buisson impénétrable et inaccessible. La taille comprend deux étapes : avant la montée de sève de printemps la taille de formation qui consiste toujours à en limiter la hauteur et à nettoyer des bois morts et des rejets.
Seconde étape : la taille de fructification : on accélère la maturation de figues en pratiquant un éclaircissage dès l'apparition des figues d'automne et en ébourgeonnant les extrémités des rameaux de l'année en mai, de façon à mieux alimenter les fruits en sève. En raccourcissant à 2 ou 3 yeux les rameaux forts on provoque la formation de nouveaux rameaux qui donneront des figue-fleurs un an plus tard.
Le figuier se cultive soit en caisses ou en pots soit en pleine terre. En pots on lui donne généralement une forme en buisson en recherchant une végétation dense par le raccourcissement des branches fortes. En pot ou en pleine terre les espaliers sont conduits en éventail dans les pays froids, et dans les pays pluvieux (Japon) il est conduit en cordon double sur un tronc de 40 cm le plus souvent sous abri. Dans les pays chauds l'architecture en gobelet ouvert à 3 ou 5 charpentières sur un tronc unique de 50 à 70 cm est la plus fréquente.
À cause de son bois spongieux, on taille à égale distance des yeux de façon à laisser un moignon de cicatrisation après l’œil conservé. Dans les pays pluvieux il est recommandé de mettre un fongicide sur les plaies de taille.

### Multiplication

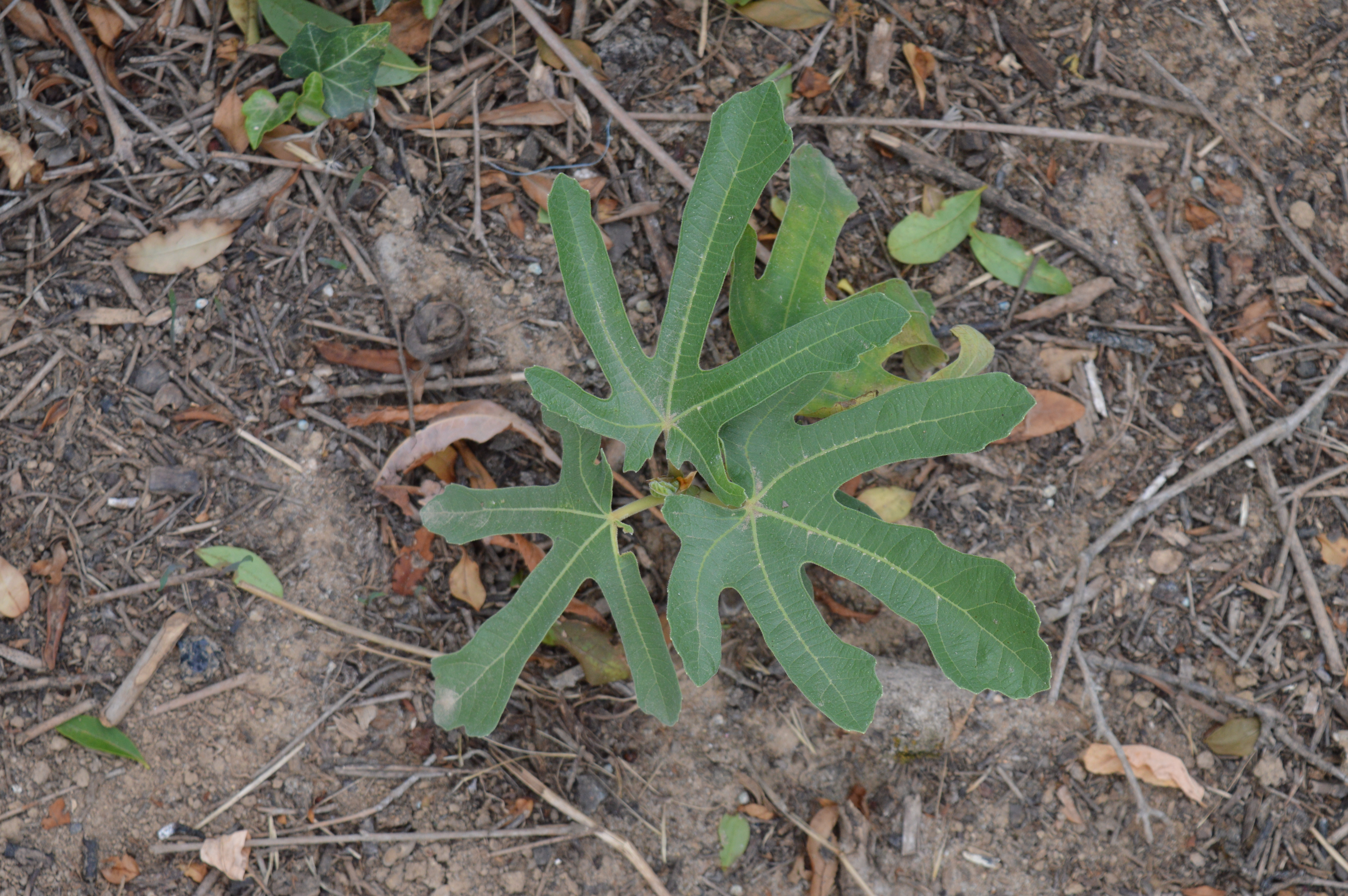
Bouture après un mois.

Le figuier commun se bouture très facilement en prélevant durant l'hiver des rameaux d'une vingtaine de centimètres de long de deux ou trois ans d'âge soit environ 1 cm de diamètre (ou à défaut un rameau avec bourgeon terminal intact mais le taux de réussite sera alors plus faible) qu'on plante tel quel dans un substrat maintenu humide et au chaud. Pour optimiser les chances de réussite, on fera au moins trois ou quatre boutures simultanément et on couvrira la partie supérieure des boutures de mastic et la partie inférieure d'auxine. Certaines variétés sont plus difficiles à bouturer que d'autres. Dans ce cas, une vaporisation régulière de la bouture ou un bouturage à l'étouffée permet de contourner le problème.
On peut aussi le multiplier par semis qui donnera une première fructification (non identique à celle du fruit d'origine de la graine) vers cinq à six ans. Les graines issues de figuiers parthénocarpiques, c'est-à-dire la quasi-totalité des variétés françaises, sont stériles. Si on souhaite semer, il faudra donc utiliser des graines issues de variétés importées (notamment les figues sèches de Turquie). Le semis donnera en égale proportion des caprifiguiers et des figuiers « femelles » ; parmi ces derniers, environ la moitié seulement sera parthénocarpique.

### Alternance
Le figuier bifère présente une alternance biennale : une importante production de figues-fleur affecte le stock de glucides, la production de figue de la même année puis la production de figues-fleur de l'année suivante.

### Ennemis et maladies
Le figuier est un arbre très robuste qui nécessite peu, voire pas de traitements. Parmi ses principaux ennemis, on peut toutefois noter le chancre du figuier (Diaporthe cinerescens), la seule maladie ayant une incidence économique. Le figuier est aussi parfois atteint par des cochenilles nommées ceroplastes du figuier (Ceroplastes rusci), la teigne du figuier (Eutromula nemorana) et le psylle du figuier (Homotoma ficus).
Un feuillage abîmé (brun, jaune ou la chute des feuilles) est souvent dû à un manque ou un excès d’eau, un déséquilibre minéral ou une trop forte exposition au vent. Des taches blanchâtres peuvent être dues à l'oïdium, à une chlorose ou à un virus mosaïque. Ces viroses (potyvirus transmis par un acarien, Aceria ficus), quoique fréquemment visibles notamment lors de périodes de stress (culture en pot, excès d'arrosage, bouturage) sont peu nuisibles.

### Résistance au froid
En dehors de son habitat d'origine, le figuier peut résister au gel hivernal de −15 °C à −18 °C mais les fruits mûrissent parfois difficilement avant l'automne. Pour cela, il est recommandé de choisir des variétés précoces et surtout parthénocarpiques telles que Ronde de Bordeaux ou Pastilière (car le blastophage nécessaire à la reproduction sexuée ne se développe pas au nord d'une ligne se situant à la hauteur de Lyon). Il faudra également cultiver l'arbre en terrain le plus chaud et sec possible (exposition sud ou sud-ouest) et bien drainé. Afin de limiter la présence de rameaux non lignifiés (les plus sensibles au froid) en hiver, on utilisera peu d'engrais au printemps et plus du tout après la fin juin. Dans ces conditions, l'arbre pourra bien lignifier à la fin de l'été avant l'arrivée du froid. On veillera également à protéger en hiver les jeunes plants plus sensibles au froid que les arbres adultes. Pour les arbres en pot, limiter grandement, voire cesser les arrosages en hiver. Il peut arriver que les parties non lignifiées de l'arbre souffrent du froid mais cela n'empêche pas l'arbre de repartir au printemps suivant. Veiller toutefois à ce que les jeunes bourgeons ne soient pas trop exposés aux gelées tardives de printemps. En région froide, il n'est pas rare que les variétés bifères ne produisent qu'une seule fois vers la mi-juillet.

### Variétés
Quelques variétés avec des synonymes et les noms les plus communs dans différentes langues (La plupart des références sont tirés de l'ouvrage "Le Figuier pas à pas") .
Abicou   Synonymes : Abicout, Aubique noire, Aubique noire de Provence, Figue-poire, Noire de Languedoc, Grosse Rouge de Bordeaux, Grosse Violette de Bordeaux
Adriatic   Synonymes : Grosse Verte, Strawberry, Verdone
Bellone   Synonymes : Bellona, Figue de Nice, Noire de Nice
Bourjassotte noire   Synonymes : Parisienne, Violette de Solliès, Barnissotte noire, Brogiotto negro, Negro largo
Brown Turkey   Synonymes : Common Blue, Brown Naples, La Perpétuelle, Blaue Pfälzer Fruchtfeige, Bornholm, Nisse
Brunswick   Synonymes : Braunschweig, Brown Hamburg, Castle Kennedy, Magnolia, Hannover, Black Naples, Clementine, Dalmatian, Khurtmani, Large White Turkey, Madonna
Col de dame   Synonymes : Col de Signora, Figue des Dames, Pera, Fraga
Dalmatie   Synonymes : San Pietro, Du Japon, Blanche Navello, Grüne Pfälzer Fruchtfeige, Birnenfeige
Dauphine   Synonymes : Boule d'Or, Grise de Tarascon, Grosse du Juillet, Mussega Negra
Dorée   Synonymes : Goutte d'Or, Fique d'Or, Goldtropfen
Grise de Saint-Jean   Synonymes : Cotignane, Grisette, Cordelière, Célestine, Céleste, Cordelière, Coucourelle grise, Coucourcelle grise, Observantine
Icecrystal   Synonymes : Ice Crystal
Longue d'août   Synonymes : Figue-banane, Jérusalem
Madeleine de deux Saisons   Synonymes : Angélique, Early Lemon, Madeleine of two Seasons
Marseillaise   Synonymes : Figue de Marseille, Petite Grise, Figue d'Athènes
Noire de Caromb   Synonymes : Perroquine, Péruquière, Noire de Caroub, Douqueira negra, Monginenco,
Panachée   Synonymes : Bourjassotte panachée, Fica Turca, Rayonne, Limone, Striped, Fracazzano rigato
Pastilière   Synonymes : Rouge de Bordeaux, Hirta du Japon
Ronde de Bordeaux   Synonymes : Early Round of Bordeaux, Black of Bordeaux
Sucre vert   Synonymes : Mussega, Figue Reine
Sultane   Synonymes : Grosse de Juillet, Noire de Juillet, Bellone bifère

## Aspects culturels

### Étymologie
Le nom générique Ficus est le nom latin d'un figuier. L'adjectif spécifique carica signifie originaire de la Carie, ancienne province d'Asie mineure d'où le figuier est supposé provenir.

### Histoire
Depuis l’origine des hominidés les ficus sont une source alimentaire et médicinale : les bourgeons, les feuilles et les fruits sont récoltés et transformés. C’est toujours le cas dans le Yunnan chinois.
Ficus carica est un des plus anciens fruitiers domestiqués. Mordechai E. Kislev et al montrent une paléo-domestication par sélection intentionnelle de figuiers parthénocarpiques (sans fécondation) au XIIe millénaire av. J.-C., autrement dit au début du Néolithique, dans la vallée du Jourdain. On le trouve également au site de La Marmotta en Italie centrale, occupé au VIIe millénaire av. J.-C..
L'iconographie montre des figuiers cultivés en Mésopotamie et en Égypte antique, ils sont en général conduits en gobelet sur tronc court. Caton l'Ancien dans De Agri Cultura mentionne des cultivars « d'Afrique, de Cadix, de Sagonte », la « télane noire ».
Au IIIe siècle av. J.-C., le philosophe péripatéticien Théophraste, au Livre V de son ouvrage Histoire des Plantes, recommande le figuier pour les échafaudages, comme pour tout support vertical.

### Usages

#### Alimentation
La figue est le fruit du figuier commun (Ficus carica) et de quelques autres arbres de la famille des moracées, emblème du bassin méditerranéen où il est cultivé depuis des millénaires. Aux Antilles et dans l'océan Indien, le terme figue désigne aussi les bananes. Pour être plus précis, la figue n'est pas un fruit au sens botanique du terme. Il s'agit en fait d'un réceptacle charnu, le sycone, qui contient les fleurs et, à maturité, une infrutescence d'akènes éparpillés dans une pulpe comestible.

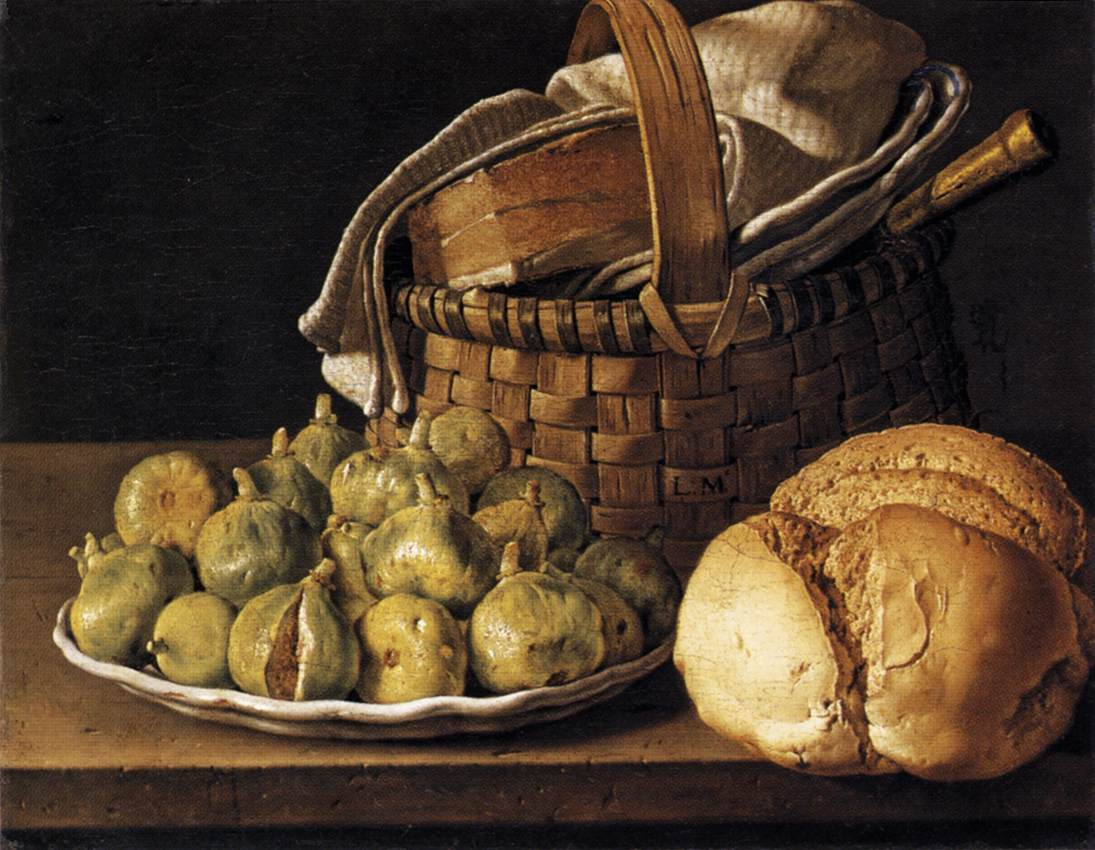
Nature morte aux figues, pain et récipient, (v.1773)
Musée du Louvre.Luis Meléndez.

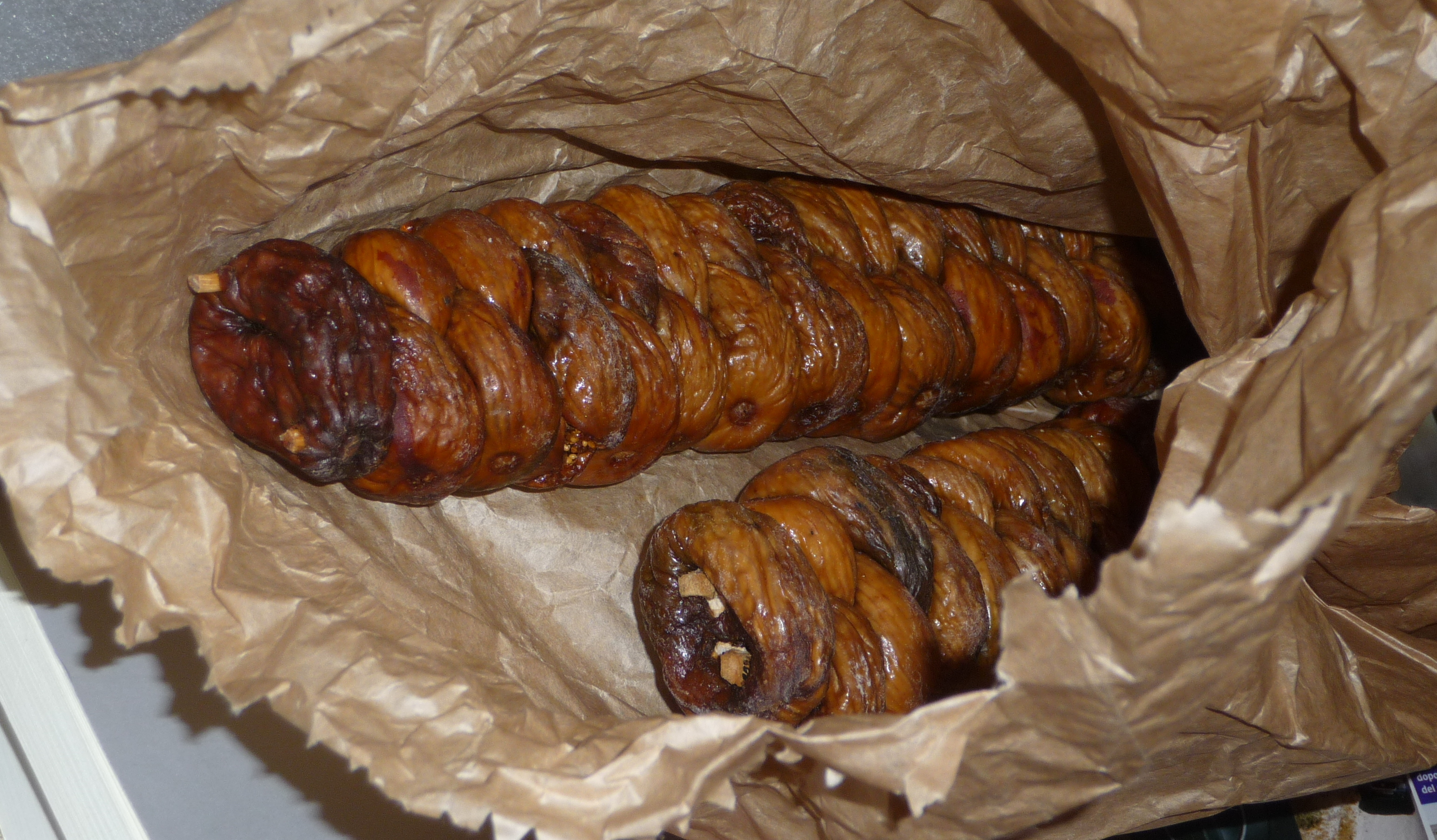
Schiocca de figues sèches de la Calabre.

#### Utilisation du suc de figuier
Toutes les parties de la plante (rameaux, feuilles, fruits) contiennent un latex blanc, appelé « lait de figuier », qui peut se rapprocher de celui du caoutchouc. Ce dernier a cependant été supplanté par l'hévéa, espèce non apparentée, pour la production de caoutchouc naturel.
Frais, ce latex est très caustique et irrite fortement les muqueuses (manger des figues non mûres est ainsi très désagréable). Il est utilisé pour enlever les cors et les verrues. Le latex filtré puis desséché constitue la ficine brute.

##### Antiquité

###### Hébreux
- Ezéchias, guéri par un cataplasme de lait de figuier .

###### Grecs
- Homère indique que le suc de figuier trouble le lait[37] ; Empédocle mentionne également ce fait[38] ; Aristote mentionne le lait de figue pour faire cailler le lait dans son Histoire des animaux[39] (on sait maintenant que c'est l'effet de la ficine) ;
- Hippocrate dans Des Maladies des femmes en donne plusieurs utilisations médicinales[40] ;
- Dioscoride dresse aussi la liste de plusieurs utilisations médicales[41] ;
- Plutarque[42] explique que le suc du figuier attendrit les chairs des victimes pendues à un figuier[43].

###### Romains
- Aulus Cornelius Celsus, dans son Traité de médecine, mentionne divers cataplasmes de figue, livre V, chapitres V, XI, XII, XV, XVIII § 7, 27 32, XXI § 1, XXVIII § 2, 11, 13, 14 ) ; livre VI, chapitres III, VI § 15, IX, X, XIX  ;
- Pline l'Ancien mentionne une sorte d'arsenic dans le suc de figuier  ;
- D'autres sources indiquent une utilisation du lait de figue pour attendrir les viandes (entourées dans des feuilles de figuier) .

##### Moyen Âge et époque moderne
- Le Liber Diversarum Artium de Montpellier mentionne le lait de figue comme liant végétal pour colorants[44]. Aussi utilisé en mélange à l'œuf entier pour le même usage[45] ;
- L'Encyclopédie indique que de nombreux remèdes anciens à base de suc de figuier ne sont plus considérés comme valables[46] ;
- Mention d'une étude des particules du suc de figuier en 1865,  ;
- Dans les comptes-rendus hebdomadaires de l'Académie des sciences, 1880 (t. 91), p. 67, Sur un ferment digestif contenu dans le suc de figuier par M. Bouchut[47].

##### Époque contemporaine
De nos jours, toujours utilisé en gastronomie algérienne et à Majorque ;
En médecine populaire, utilisé pour soigner les verrues.

#### Utilisation des feuilles de figuier
Les feuilles sont consommées sous forme de thé dans certaines régions du Japon. La consommation prolongée de thé aux feuilles de figuier pourrait être une alternative sûre et efficace aux thérapies actuelles pour les formes légères de dermatite atopique.
Les feuilles froissées dégagent le parfum des figues, ce qui permet d'en faire des sirops, ou des liqueurs par simple macération. Elles ont été utilisées comme emménagogue.

#### Autres usages
En gemmothérapie, le macérat de bourgeons de figuier est supposé posséder des vertus apaisantes et agir sur le système nerveux, favorisant ainsi l'endormissement et la digestion (personnes ayant des problèmes digestifs liés au stress, à l'anxiété).
Les jeunes branches sont dites laxatives et diurétiques.

### Religion et légendes

#### Islam
La sourate 95 du Coran s'appelle al-Tīn (en arabe pour "Le Figuier"), car elle s'ouvre par le serment "Par le figuier et l'olivier" en référence au lieu de naissance de 'Issa (Jésus) fils de Maryam (Marie),. Le fruit est également mentionné ailleurs dans le Coran.

#### Tradition judéo-chrétienne
Le figuier est le deuxième arbre cité dans la Bible, après l'arbre de la connaissance du bien et du mal — assimilé au pommier dans la tradition chrétienne, mais au figuier dans la tradition juive. L'arbre prétend ainsi occuper la place de l'arbre de vie. Dans le livre de la Genèse, le premier usage du figuier est un cache-sexe : le rapport entre le figuier et la fécondité ou la continence sexuelle est d'ores et déjà établi.

#### Mythologie grecque
Le figuier est l'arbre dionysiaque par excellence. Ainsi, une des épithètes du dieu est Συκίτης / sukítês, « protecteur des figuiers ».
Ulysse, dans l'Odyssée d'Homère, s'accroche à un figuier pour ne pas être aspiré par le monstre marin Charybde, alors qu'il erre sur un radeau dans le détroit de Messine.

#### Mythologie égyptienne
Dans la cour du temple d'Héliopolis en Égypte, poussait un vénérable sycomore, ou « Figuier des pharaons ». On l'appelait le « Figuier du dieu Thot et de la déesse Seshat ». Thot, le dieu à tête d'ibis, était le dieu de la sagesse. Au tire de scribe divin, il était chargé de contrôler les saisons, les phases de la lune et l'avancée des étoiles. C'est ainsi que sur les feuilles du figuier du paradis, il inscrivait tout ce qui avait marqué la vie de chaque être humain, afin de préparer le jour du jugement par Osiris, le dieu des morts.
Pour les Égyptiens, la figue était l'un des fruits du paradis. Fruit d'immortalité, il était offert par la « Dame du sycomore » — soit la déesse Neith, Nephtys, Isis ou Hathor — aux âmes des défunts, représentées par des oiseaux perchés sur l'arbre. Il s'agit probablement davantage d'Hathor, la déesse du destin, souvent montrée avec une tête de vache, assimilée à Nout au Moyen Empire. Un hiéroglyphe montre un panier de figues dans des corbeilles recouvertes de feuilles, sans doute pour qu'elles restent fraîches. Comme un signe du destin, la dernière souveraine égyptienne, Cléopâtre, mourut mordue au sein par un serpent caché dans une corbeille de figues. La mort se dissimulait dans la vie !